# Metapanax davidii
Metapanax davidii là một loài thực vật có hoa trong Họ Cuồng cuồng. Loài này được (Franch.) J.Wen & Frodin mô tả khoa học đầu tiên năm 2001.